# Фрасин Вале (Дамбовица)
Фрасин Вале (рум. Frasin Vale) насеље је у Румунији у округу Дамбовица у општини Кобија де Сус. Oпштина се налази на надморској висини од 241 m.

## Становништво
Према подацима из 2002. године у насељу је живело 113 становника, од којих су сви румунске националности.